# Tröndel
Tröndel er en by og kommune i det nordlige Tyskland, beliggende i Amt Lütjenburg i den nordøstlige del af Kreis Plön. Kreis Plön ligger i den østlige/centrale del af delstaten Slesvig-Holsten.

## Geografi
Tröndel er beliggende omkring 5 km nordvest for Lütjenburg. I kommunen ligger ud over Tröndel, landsbyerne Emkendorf, Gleschendorf og Stubbenrade. Bækken Weddelbek løber gennem kommunen. Østersøen ligger ca. 4 km mod nord.